# Friedrich Heinrich d’Embers
Friedrich Heinrich d’Embers (* November 1741 in Wesel; † 26. Dezember 1803) war ein preußischer Generalmajor und Kommandeur des III. Bataillons im Infanterieregiment Nr. 39.

## Leben

### Herkunft
Sein Vater war der Oberstleutnant im Ingenieurs-Korps Johann Wilhelm d’Embers (* 1705; † 16. März 1779), der sich zuletzt am Bau der Festungen von Schweidnitz und Glogau beteiligte.

### Militärkarriere
d’Embers kam 1756 als Gefreitenkorporal in das Füselierregiment „Küssow“ Nr. 42 der Preußischen Armee. Während des Siebenjährigen Krieges nahm er an den Schlachten von Prag, Groß-Jägersdorf, Zorndorf (am Kopf verwundet), Kunersdorf und Freiberg sowie den Gefechten von Goltzenberg (Verwundung am Fuß) und Groß-Strelitz als auch der Belagerung von Prag teil. In der Zeit wurde er am 10. Mai 1757 Fähnrich und am 5. Mai 1759 Sekondeleutnant. Nach dem Krieg wurde er am 14. September 1766 Premierleutnant, am 9. September 1776 Stabskapitän und am 1. Januar 1777 Kapitän sowie Kompaniechef im Infanterieregiment „Anhalt“ Nr. 43. d’Embers kämpfte danach im Bayerischen Erbfolgekrieg und wurde am 8. Januar 1790 Major sowie am 7. Juli 1790 Bataillonskommandeur. Am 14. September 1790 erhielt er den Orden des Stiftes St. Sebastian in Magdeburg. Am 15. April 1792 kam er in das Infanterieregiment Nr. 33 und nahm damit 1794/95 am Krieg in Polen teil. Am 25. September 1798 wurde er Oberst und Kommandeur des III. Bataillons im Infanterieregiment Nr. 39.
Am 29. April 1802 erhielt er seine Demission mit 600 Talern Pension, dazu wurde er am 25. Juni 1802 noch zum Generalmajor ernannt. Er starb aber bereits am 26. Dezember 1803.  (Lt. Sterberegister Rawitsch starb er am 26. Februar 1803 am Schlagfluss und wurde dort beerdigt)

### Familie
d’Embers war mit Sophie Ernestine von Mützschefahl (* 1757; † 24. Februar 1802 in Kalisch) verheiratet.